# Consuetudines Cartusiae
Die Consuetudines Cartusiae (Bräuche der Kartäuser) sind ein Dokument, das zwischen 1121 und 1128 von Guigo I., dem Prior der Grande Chartreuse, niedergeschrieben wurde. Consuetudines sind die Gepflogenheiten, die – unterhalb der Ebene einer Ordensregel oder Konstitution – das gemeinschaftliche Leben bestimmen. Insofern sind sie der grundlegende Text des Kartäuserlebens.

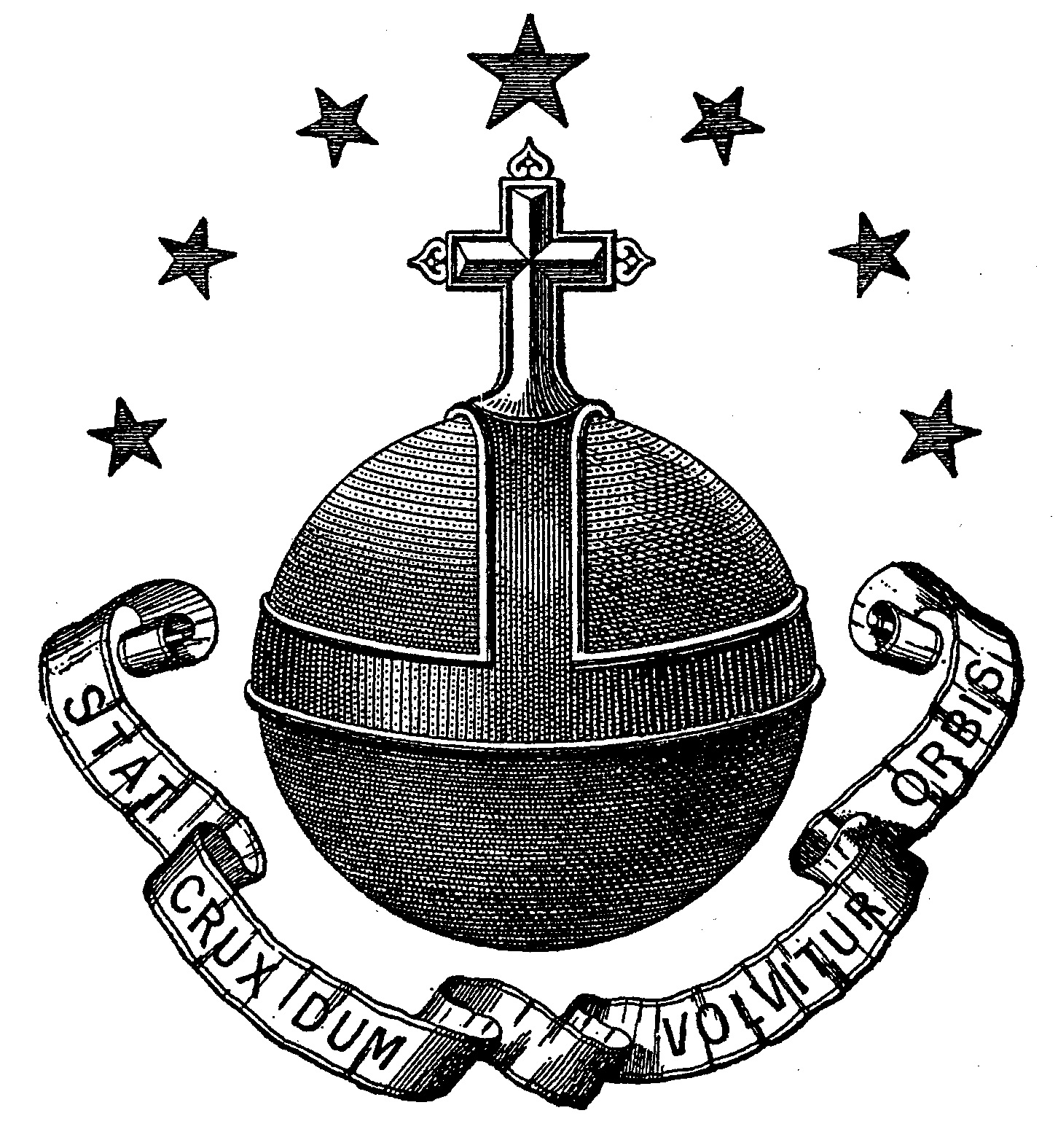
Emblem und Ordensmotto

## Herkunft
Auch wenn das Ideal des Kartäuserlebens vom heiligen Bruno stammt, war es nicht seine Absicht, einen Orden zu gründen. Er selbst gründete nur zwei Klöster: La Grande Chartreuse und Santo Stefano del Bosco, wo er sich nach dem Ende seiner Tätigkeit bei Papst Urban II. zurückzog und starb. Unter Guigo I., dem fünften Prior der Grande Chartreuse, baten mehrere Gemeinschaften die Regel übernehmen zu dürfen und den Bräuchen der Grande Chartreuse zu folgen.
Auf Bitten der Priore der neugegründeten Kartausen (La Chartreuse de Portes, Saint-Sulpice, Chartreuse de Meyriat) schrieb Guigo die Ordensbräuche und den Tagesablauf der Grande Chartause auf: die Consuetudines Cartusiae.
Diese Bräuche gaben dem Karäuserleben Ordnung und Zusammenhalt. Sie blieben die spirituelle Grundlage, auch wenn einige Dinge aktualisiert wurden.

## Inhalt
Die Consuetudines Cartusiae umfassen 80 unterschiedlich lange Kapitel:
- Kapitel 01–14: Nach einem kurzen Prolog wird hier der Kartäuserritus beschrieben, der sich durch große Einfachheit auszeichnet.
- Kapitel 15–16: Das Amt des Priors und des Stellvertreters. Es wird darauf hingewiesen, dass auch diejenigen, die weltliche Aufgaben haben, auf das geistige Leben achten sollen.
- Kapitel 17–21: Der Kontakt zur Außenwelt und die Bewirtung der Bedürftigen. Sowohl Gastfreundschaft als auch Einsamkeit müssen gewahrt werden. Deshalb strenge Klausur.
- Kapitel 22–27: Zulassung, Ausbildung und Berufung der Novizen.
- Kapitel 28–35: Details des Zellenlebens: Kleidung. Arbeit, Essen, Lesungen, Zeitplan des Kartäuserlebens.
- Kapitel 36–41: Verwaltung des Klosters: Darauf zu achten, dass der weltliche Besitz maßvoll bleibt und der Eindruck des Geschäftes vom Kloster fernbleibt.
- Kapitel 42–76: Das Leben der Laienbrüder: Vom Stundengebet bis zur täglichen Arbeit. Der Vorrang des geistigen Lebens. Sie schützen das geistige Leben der Patres, sollen aber auch auf das eigene achten.
- Kapitel 77–79: Die Maximalzahl der Bewohner ist dreizehn Patres und sechzehn Brüder, wegen der begrenzten Ressourcen und weil die Möche nicht betteln sollen.
- Das letzte Kapitel ist ein Lob auf die Einsamkeit nach dem Beispiel von Paulus von Theben, Antonius dem Großen, Hilarion von Gaza und Benedikt von Nursia.

## Weitere Entwicklung
1128 nahmen die Kartausen das von Guigo I. vorbereitete Gewohnheitsrecht an. Das erste Generalkapitel der Kartäuser 1140 genehmigte die Consuetudines Cartusiae und gab ihnen damit den offiziellen Status als Ordensregel. Auf diese Bräuche wird in der katäusischen Gesetzgebung immer Bezug genommen, auch wenn ein Teil der Regeln durch neue Rechtsvorschriften ersetzt wurde.
1510 wurde zum ersten Mal eine vollständige Ausgabe der Statuten gedruckt.
Die Statuten wurden nach dem Zweiten Vatikanischen Konzil und dem Codex Iuris Canonici von 1983 revidiert. 1987 genehmigte das Generalkapitel den neuen Text unter dem Titel Statuts de l’Ordre cartusien.